# Solanum subg. Leptostemonum
Solanum subg. Leptostemonum ist eine von sieben Untergattungen der Gattung der Nachtschatten (Solanum), in die etwa 350 bis 450 Arten eingeordnet werden. Damit ist sie die zweitgrößte Untergattung, ihr gehören etwa ein Drittel aller Nachtschatten-Arten an. Besonderes Kennzeichen der Untergattung ist die Ausbildung von Stacheln, die an der Sprossachse, auf den Blättern und/oder am Blütenkelch stehen können. Weiterhin typisch sind die sternförmigen Trichome, die auf fast allen vegetativen Teilen zu finden sind, und die nach vorn zugespitzten Staubbeutel. Der Untergattung gehören Kultur- und Nahrungspflanzen, wie die Aubergine (Solanum melongena), aber auch invasive Unkräuter wie Solanum viarum an.

## Beschreibung

### Vegetative Merkmale
Die Arten der Untergattung Leptostemonum sind in den meisten Fällen bis zu 1 m hohe Sträucher oder ausdauernde Kräuter, nur in seltenen Fällen sind es Kletterpflanzen, kurzlebige Pflanzen (Ephemeren) oder bis zu 20 m hohe Bäume mit bis zu 30 cm Stammdurchmesser. Viele Arten bilden Adventivwurzeln. Fast alle Arten der Untergattung sind mit Stacheln besetzt. Diese haben eine breite Basis, sind zurückgebogen, nadelartig oder pfriemförmig. Weiterhin typisch ist die Behaarung mit sternförmigen Trichomen, die aufsitzend oder gestielt sein können, manchmal seeigelartig und relativ oft drüsig sind. Die Blätter sind ganzrandig, gelappt, grob gezähnt oder fiederspaltig, und häufig mit Stacheln besetzt. Innerhalb der Sektion Androceras kommen mit einer Länge von bis zu 30 cm die längsten Blätter vor.

### Blütenstände und Blüten

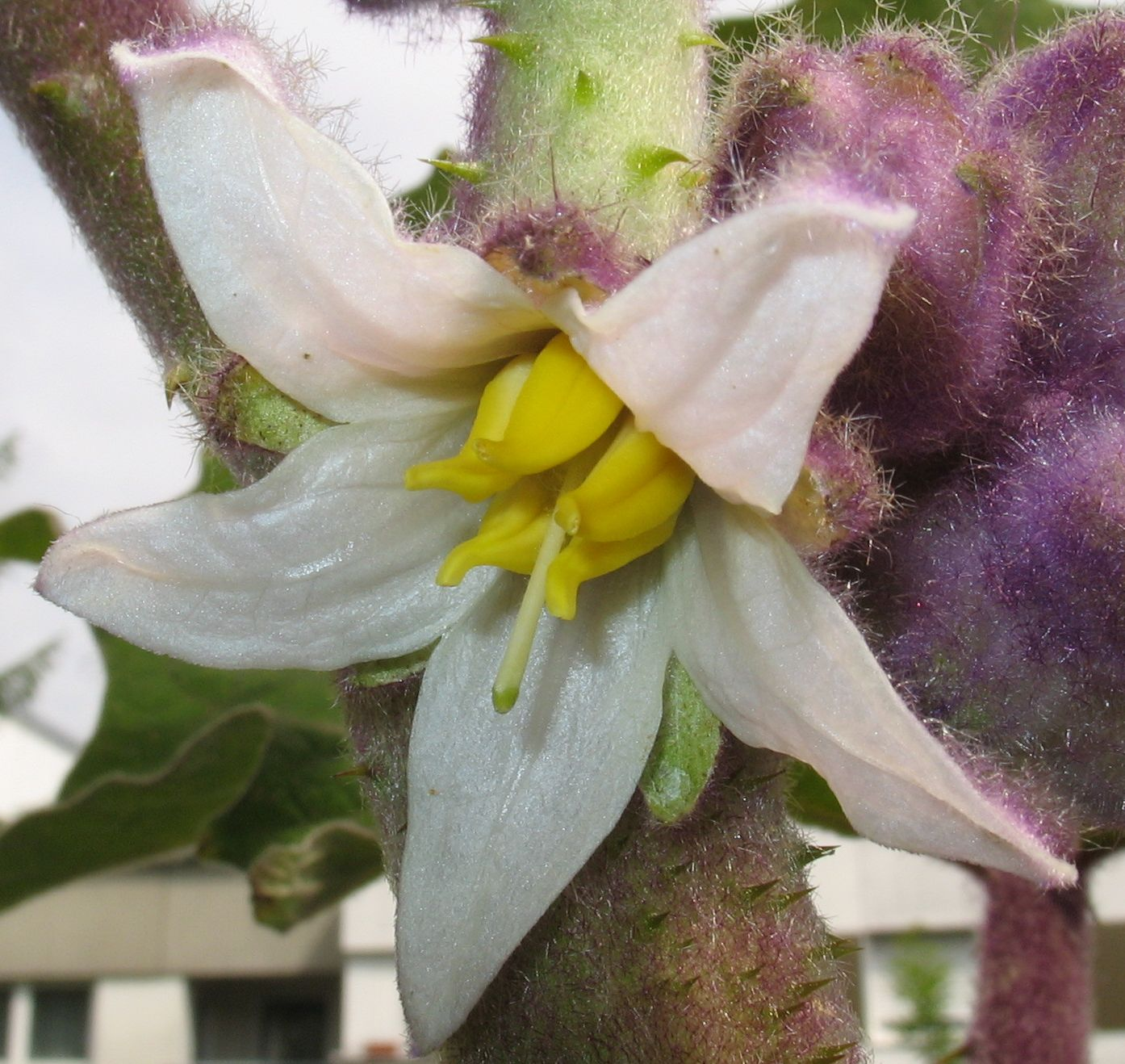
Blüten der Lulo (Solanum quitoense).

Die zymösen Blütenstände sind entweder mit wenigen Blüten verästelnd, oder unverästelnd mit jeweils ein bis zwei, drei bis fünf oder sechs bis zwölf (in seltenen Fällen bis 50) Blüten. Die Blüten sind meistens radiärsymmetrisch, nur in wenigen Fällen zygomorph. Die Blütengröße ist innerhalb der Unterordnung sehr variabel. Es gibt Arten, deren Blütenstände vollständig zweigeschlechtlich sind, aber auch viele andromonözische Vertreter, bei denen die äußeren Blüten eines Blütenstandes rein männlich sind. In einigen Arten kommt Androdiözie vor, dann gibt es zwittrige und rein männliche Pflanzen. Der Blütenkelch ist oft von außen mit sternförmigen Trichomen oder mit Stacheln besetzt, stark gelappt und für gewöhnlich während der Fruchtreife weiterwachsend. Die Blütenkrone ist rad- oder sternförmig, (6) 10 bis 20 (25) mm groß, schwach oder stark gelappt, meistens weiß, blau, lavendelfarben oder violett, seltener gelb oder grünlich gefärbt.  In einigen Arten ist die Krone zygomorph. Die Staubblätter treten oftmals in unterschiedlichen Längen auf, die Staubbeutel stehen frei, sind aber teilweise zueinander geneigt. Die Staubfäden setzen an der Rückseite der Staubbeutel an (dorsifixe Antheren). Die Größe der Staubblätter liegt zwischen (4) 7 und 9 (10) mm. Die Spitze der Staubbeutel ist meist länglich zugespitzt, dort öffnen sich auch zwei kleine Poren, an denen der Pollen austreten kann. Die Staubfäden sind deutlich kürzer als die Staubbeutel. Die Enden der Staubfäden sind klar voneinander getrennt. Der Griffel ist zylindrisch oder pfriemförmig und unbehaart oder mit drüsigen Trichomen besetzt. Treten innerhalb eines Blütenstandes unterschiedliche Griffellängen auf, sind meist die unteren ein oder zwei Blüten mit einem längeren Griffel versehen und fertil, wohingegen die anderen, funktionell männlichen Blüten einen kürzeren Griffel besitzen.

### Früchte und Samen

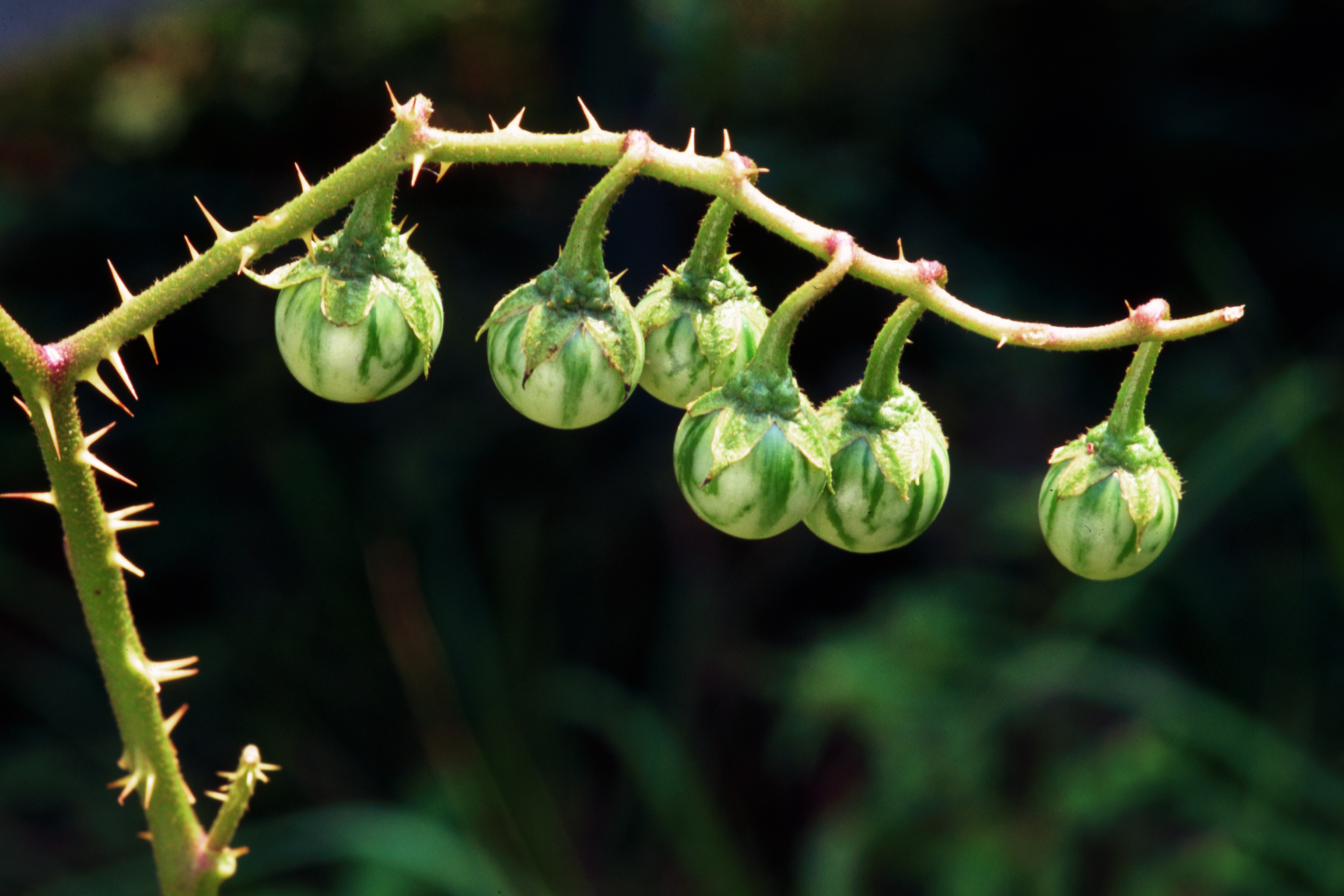
Früchte von Solanum carolinense.

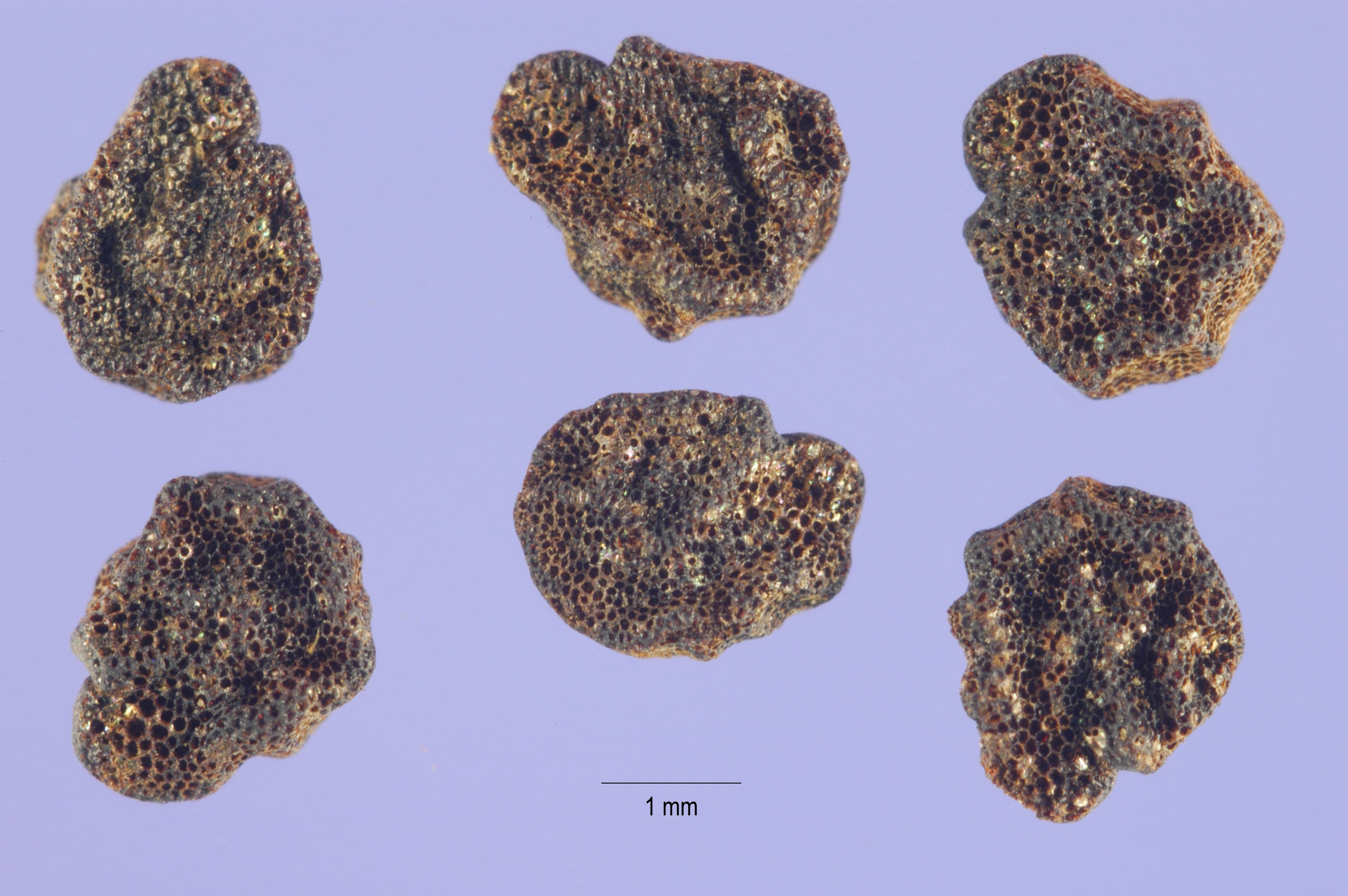
Samen von Solanum rostratum.

Die Früchte sind trockene, fleischige oder schleimig gefüllte, nur selten verholzende Beeren. Außer bei Solanum tudununggae und Solanum vansittartense springen die Früchte nicht auf. Es existieren verschiedene Formen der Kelchvergrößerung, so dass die Früchte teilweise unbedeckt, andererseits auch fast vollständig vom Kelch umhüllt sein können. Meist misst der Kelch bei Fruchtreife 0,5 bis 1 (1,5) cm oder 1 bis 3 cm im Durchmesser, bei Solanum lycocarpum können 12 cm und mehr, bei Kultivaren der Aubergine (Solanum melongena) bis zu 15 bis 20 × 5 × 15 cm erreicht werden. In den Früchten sind meist 100 bis 400 Samen, in einzelnen Fällen nur (1) 5 bis 25 (50), in den Früchten der Kultivare der Aubergine können bis zu 15.000 Samen sein. Die Art mit den wohl wenigsten Samen innerhalb der  Gattung der Nachtschatten ist Solanum  tenuissimum mit meist nur einem oder zwei, selten drei Samen. Die blassgelben, hell- oder dunkelbraunen, schwarzen oder strohfarbenen Samen sind linsen- bis nierenförmig, die Oberfläche ist feingrubig bis leicht netzartig, gelegentlich mit einem 1 bis 1,2 mm breiten Flügel beflügelt. Die Größe der Samen beträgt (1,5) 2 bis 4 (5) mm. Das Endosperm hat honigwabenartige Gestalt.

### Chromosomenzahl und Karyotyp
Fast alle untersuchten Arten der Untergattung weisen wie auch fast alle anderen Vertreter der Gattung eine Basischromosomenzahl von {\displaystyle x=12} auf. Einzige bisher bekannte Ausnahmen sind die Arten Solanum mammosum und Solanum platense mit {\displaystyle x=11}. Von Solanum elaeagnifolium ist eine polyploide Reihe mit {\displaystyle n=24} und {\displaystyle n=36} bekannt.
Bisher wurden erst wenige Arten der Untergattung karyotypisch untersucht, die Ergebnisse lassen jedoch vermuten, dass morphologische Unterschiede zwischen den Arten teilweise mit veränderten Chromosomstrukturen einhergehen. Die Chromosomen sind insgesamt sehr klein, in 13 untersuchten südamerikanischen Arten reicht die durchschnittliche Größe von 1,33 bis 2,93 µm. Damit sind sie jedoch immer noch doppelt bis fünfmal so groß wie die Chromosomen der restlichen Untergattungen der Nachtschatten, einzig die Sektion Cyphomandropsis besitzt mit durchschnittlich 3 bis 14 µm größere Chromosomen. Die beiden Arten mit {\displaystyle x=11} weisen dabei größere Chromosomen als die restlichen untersuchten Arten mit {\displaystyle x=12} auf.

## Vorkommen und Standorte
Die Arten der Untergattung Leptostemonum sind weltweit in den Tropen und Subtropen verbreitet, ein paar Arten kommen auch in gemäßigten Klimagebieten vor. Das größte Diversitätszentrum bildet Südamerika mit etwa 180 Arten, gefolgt von Australien und Indonesien mit etwa 100 Arten und Afrika mit etwa 80 Arten. Weiterhin gibt es einige Arten auf Madagaskar, in Mittel- und Nordamerika und im südlichen Asien.
Innerhalb des südamerikanischen Diversitätszentrums ist die Untergattung besonders in Brasilien mit insgesamt 110 vertretenen Arten stark vertreten. Davon kommen 58 Arten (also 13 % der gesamten Artenanzahl der Untergattung) dort endemisch vor. Die südöstliche Küstenregion des Landes ist mit 64 Arten, wovon 20 dort endemisch sind, besonders artenreich.
Die Arten der Untergattung kommen in einer Vielzahl von Vegetationstypen vor und weisen oftmals eine starke Anpassung auf feuchte, trockene oder auch besonders heiße Standorte auf.

## Systematik
Die innere Systematik der Untergattung ist bislang nicht ausreichend geklärt und wird durch unterschiedliche Arbeiten in verschiedener Weise dargestellt. William D’Arcy teilt die Sektion in seiner Arbeit von 1973 in 22 Sektionen, Whalen nennt 1984 33 Artengruppen ohne taxonomischen Rang und Michael Nee beschränkt die Einteilung auf zehn Sektionen. Eine phylogenetische Untersuchung der Untergattung zeigte eine Einteilung in zehn Kladen, die zum Teil früher beschriebenen Sektionen oder Artengruppen entsprechen, sechs der 112 untersuchten Arten konnten nicht in eine der zehn Kladen eingeordnet werden. Die Sektion Aculeigerum beziehungsweise die Artengruppe um Solanum wendlandii, sowie die Sektion Nemorense (Artengruppe Solanum nemorense), die in den klassischen Systematiken der Untergattung Leptostemonum zugeordnet wurde, werden nach neueren phylogenetischen Untersuchungen nicht mehr zur Untergattung gezählt, jedoch in deren Nähe platziert.
|  | Alte-Welt-Klade      |
|  |                      |
|  | Elaeagnifolium-Klade |
|  |                      |

|  | \| \| Micracantha-Klade \| \| \| \| \| \| Torva-Klade \| \| \| \| |
|  |                                                                   |
|  | Carolinense-Klade                                                 |
|  |                                                                   |
|  | Micracantha-Klade                                                 |
|  |                                                                   |
|  | Torva-Klade                                                       |
|  |                                                                   |

|  | Micracantha-Klade |
|  |                   |
|  | Torva-Klade       |
|  |                   |

|  | Alte-Welt-Klade      |
|  |                      |
|  | Elaeagnifolium-Klade |
|  |                      |

|  | \| \| Micracantha-Klade \| \| \| \| \| \| Torva-Klade \| \| \| \| |
|  |                                                                   |
|  | Carolinense-Klade                                                 |
|  |                                                                   |
|  | Micracantha-Klade                                                 |
|  |                                                                   |
|  | Torva-Klade                                                       |
|  |                                                                   |

|  | Micracantha-Klade |
|  |                   |
|  | Torva-Klade       |
|  |                   |

|  | Alte-Welt-Klade      |
|  |                      |
|  | Elaeagnifolium-Klade |
|  |                      |

|  | \| \| Micracantha-Klade \| \| \| \| \| \| Torva-Klade \| \| \| \| |
|  |                                                                   |
|  | Carolinense-Klade                                                 |
|  |                                                                   |
|  | Micracantha-Klade                                                 |
|  |                                                                   |
|  | Torva-Klade                                                       |
|  |                                                                   |

|  | Micracantha-Klade |
|  |                   |
|  | Torva-Klade       |
|  |                   |

|  | Alte-Welt-Klade      |
|  |                      |
|  | Elaeagnifolium-Klade |
|  |                      |

|  | \| \| Micracantha-Klade \| \| \| \| \| \| Torva-Klade \| \| \| \| |
|  |                                                                   |
|  | Carolinense-Klade                                                 |
|  |                                                                   |
|  | Micracantha-Klade                                                 |
|  |                                                                   |
|  | Torva-Klade                                                       |
|  |                                                                   |

|  | Micracantha-Klade |
|  |                   |
|  | Torva-Klade       |
|  |                   |

|  | \| \| Acanthophora-Klade \| \| \| \| \| \| Lasiocarpa-Klade \| \| \| \| |
|  |                                                                         |
|  | Androceras/Crinitum-Klade                                               |
|  |                                                                         |
|  | Acanthophora-Klade                                                      |
|  |                                                                         |
|  | Lasiocarpa-Klade                                                        |
|  |                                                                         |

|  | Acanthophora-Klade |
|  |                    |
|  | Lasiocarpa-Klade   |
|  |                    |

|  | Alte-Welt-Klade      |
|  |                      |
|  | Elaeagnifolium-Klade |
|  |                      |

|  | \| \| Micracantha-Klade \| \| \| \| \| \| Torva-Klade \| \| \| \| |
|  |                                                                   |
|  | Carolinense-Klade                                                 |
|  |                                                                   |
|  | Micracantha-Klade                                                 |
|  |                                                                   |
|  | Torva-Klade                                                       |
|  |                                                                   |

|  | Micracantha-Klade |
|  |                   |
|  | Torva-Klade       |
|  |                   |

|  | Alte-Welt-Klade      |
|  |                      |
|  | Elaeagnifolium-Klade |
|  |                      |

|  | \| \| Micracantha-Klade \| \| \| \| \| \| Torva-Klade \| \| \| \| |
|  |                                                                   |
|  | Carolinense-Klade                                                 |
|  |                                                                   |
|  | Micracantha-Klade                                                 |
|  |                                                                   |
|  | Torva-Klade                                                       |
|  |                                                                   |

|  | Micracantha-Klade |
|  |                   |
|  | Torva-Klade       |
|  |                   |

|  | Alte-Welt-Klade      |
|  |                      |
|  | Elaeagnifolium-Klade |
|  |                      |

|  | \| \| Micracantha-Klade \| \| \| \| \| \| Torva-Klade \| \| \| \| |
|  |                                                                   |
|  | Carolinense-Klade                                                 |
|  |                                                                   |
|  | Micracantha-Klade                                                 |
|  |                                                                   |
|  | Torva-Klade                                                       |
|  |                                                                   |

|  | Micracantha-Klade |
|  |                   |
|  | Torva-Klade       |
|  |                   |

|  | Alte-Welt-Klade      |
|  |                      |
|  | Elaeagnifolium-Klade |
|  |                      |

|  | \| \| Micracantha-Klade \| \| \| \| \| \| Torva-Klade \| \| \| \| |
|  |                                                                   |
|  | Carolinense-Klade                                                 |
|  |                                                                   |
|  | Micracantha-Klade                                                 |
|  |                                                                   |
|  | Torva-Klade                                                       |
|  |                                                                   |

|  | Micracantha-Klade |
|  |                   |
|  | Torva-Klade       |
|  |                   |

|  | \| \| Acanthophora-Klade \| \| \| \| \| \| Lasiocarpa-Klade \| \| \| \| |
|  |                                                                         |
|  | Androceras/Crinitum-Klade                                               |
|  |                                                                         |
|  | Acanthophora-Klade                                                      |
|  |                                                                         |
|  | Lasiocarpa-Klade                                                        |
|  |                                                                         |

|  | Acanthophora-Klade |
|  |                    |
|  | Lasiocarpa-Klade   |
|  |                    |

|  | Alte-Welt-Klade      |
|  |                      |
|  | Elaeagnifolium-Klade |
|  |                      |

|  | \| \| Micracantha-Klade \| \| \| \| \| \| Torva-Klade \| \| \| \| |
|  |                                                                   |
|  | Carolinense-Klade                                                 |
|  |                                                                   |
|  | Micracantha-Klade                                                 |
|  |                                                                   |
|  | Torva-Klade                                                       |
|  |                                                                   |

|  | Micracantha-Klade |
|  |                   |
|  | Torva-Klade       |
|  |                   |

|  | Alte-Welt-Klade      |
|  |                      |
|  | Elaeagnifolium-Klade |
|  |                      |

|  | \| \| Micracantha-Klade \| \| \| \| \| \| Torva-Klade \| \| \| \| |
|  |                                                                   |
|  | Carolinense-Klade                                                 |
|  |                                                                   |
|  | Micracantha-Klade                                                 |
|  |                                                                   |
|  | Torva-Klade                                                       |
|  |                                                                   |

|  | Micracantha-Klade |
|  |                   |
|  | Torva-Klade       |
|  |                   |

|  | Alte-Welt-Klade      |
|  |                      |
|  | Elaeagnifolium-Klade |
|  |                      |

|  | \| \| Micracantha-Klade \| \| \| \| \| \| Torva-Klade \| \| \| \| |
|  |                                                                   |
|  | Carolinense-Klade                                                 |
|  |                                                                   |
|  | Micracantha-Klade                                                 |
|  |                                                                   |
|  | Torva-Klade                                                       |
|  |                                                                   |

|  | Micracantha-Klade |
|  |                   |
|  | Torva-Klade       |
|  |                   |

|  | Alte-Welt-Klade      |
|  |                      |
|  | Elaeagnifolium-Klade |
|  |                      |

|  | \| \| Micracantha-Klade \| \| \| \| \| \| Torva-Klade \| \| \| \| |
|  |                                                                   |
|  | Carolinense-Klade                                                 |
|  |                                                                   |
|  | Micracantha-Klade                                                 |
|  |                                                                   |
|  | Torva-Klade                                                       |
|  |                                                                   |

|  | Micracantha-Klade |
|  |                   |
|  | Torva-Klade       |
|  |                   |

|  | \| \| Acanthophora-Klade \| \| \| \| \| \| Lasiocarpa-Klade \| \| \| \| |
|  |                                                                         |
|  | Androceras/Crinitum-Klade                                               |
|  |                                                                         |
|  | Acanthophora-Klade                                                      |
|  |                                                                         |
|  | Lasiocarpa-Klade                                                        |
|  |                                                                         |

|  | Acanthophora-Klade |
|  |                    |
|  | Lasiocarpa-Klade   |
|  |                    |

|  | Alte-Welt-Klade      |
|  |                      |
|  | Elaeagnifolium-Klade |
|  |                      |

|  | \| \| Micracantha-Klade \| \| \| \| \| \| Torva-Klade \| \| \| \| |
|  |                                                                   |
|  | Carolinense-Klade                                                 |
|  |                                                                   |
|  | Micracantha-Klade                                                 |
|  |                                                                   |
|  | Torva-Klade                                                       |
|  |                                                                   |

|  | Micracantha-Klade |
|  |                   |
|  | Torva-Klade       |
|  |                   |

|  | Alte-Welt-Klade      |
|  |                      |
|  | Elaeagnifolium-Klade |
|  |                      |

|  | \| \| Micracantha-Klade \| \| \| \| \| \| Torva-Klade \| \| \| \| |
|  |                                                                   |
|  | Carolinense-Klade                                                 |
|  |                                                                   |
|  | Micracantha-Klade                                                 |
|  |                                                                   |
|  | Torva-Klade                                                       |
|  |                                                                   |

|  | Micracantha-Klade |
|  |                   |
|  | Torva-Klade       |
|  |                   |

|  | Alte-Welt-Klade      |
|  |                      |
|  | Elaeagnifolium-Klade |
|  |                      |

|  | \| \| Micracantha-Klade \| \| \| \| \| \| Torva-Klade \| \| \| \| |
|  |                                                                   |
|  | Carolinense-Klade                                                 |
|  |                                                                   |
|  | Micracantha-Klade                                                 |
|  |                                                                   |
|  | Torva-Klade                                                       |
|  |                                                                   |

|  | Micracantha-Klade |
|  |                   |
|  | Torva-Klade       |
|  |                   |

|  | Alte-Welt-Klade      |
|  |                      |
|  | Elaeagnifolium-Klade |
|  |                      |

|  | \| \| Micracantha-Klade \| \| \| \| \| \| Torva-Klade \| \| \| \| |
|  |                                                                   |
|  | Carolinense-Klade                                                 |
|  |                                                                   |
|  | Micracantha-Klade                                                 |
|  |                                                                   |
|  | Torva-Klade                                                       |
|  |                                                                   |

|  | Micracantha-Klade |
|  |                   |
|  | Torva-Klade       |
|  |                   |

|  | \| \| Acanthophora-Klade \| \| \| \| \| \| Lasiocarpa-Klade \| \| \| \| |
|  |                                                                         |
|  | Androceras/Crinitum-Klade                                               |
|  |                                                                         |
|  | Acanthophora-Klade                                                      |
|  |                                                                         |
|  | Lasiocarpa-Klade                                                        |
|  |                                                                         |

|  | Acanthophora-Klade |
|  |                    |
|  | Lasiocarpa-Klade   |
|  |                    |

Kladogramm nach 
1. Die Robustum-Klade enthält Arten der durch Whalen benannten Artengruppen um Solanum erythrotrichum (beispielsweise Solanum accrescens und Solanum robustum), um Solanum polytrichum (beispielsweise Solanum stagnale) und Arten, die zuvor der Sektion Acanthophora zugeordnet wurden (beispielsweise Solanum agrarium und Solanum stenandrum), sowie die auf den karibischen Inseln endemische Art Solanum microphyllum
2. In der Lasiocarpa-Klade befinden sich alle Arten, die von Whalen in der Solanum quitoense-Gruppe vereint wurden, die unter anderem auch die Sektion Lasiocarpa enthält. Neben Solanum quitoense gehören Solanum candidum, Solanum hyporhodium, Solanum lasiocarpum, Solanum felinum, Solanum pseudolulo, Solanum repandum und Solanum vestissimum in diese Klade.
3. Die Acanthophora-Klade enthält die meisten Arten, die von Whalen als Solanum mammosum-Gruppe bezeichnet wurden, außer den Arten der Sektion Acanthophora, die der Robustum-Klade zugeordnet wurden.
4. Die durch die Untersuchungsergebnisse nur mittelmäßig gestützte Androceras/Crinitum-Klade enthält die Arten der Solanum rostratum-Gruppe (neben Solanum rostratum beispielsweise Solanum citrullifolium), der Solanum crinitum-Gruppe (neben Solanum crinitum beispielsweise Solanum lycocarpum) und die zuvor uneingeordnete, mexikanische Art Solanum mitlense.
5. Die Torva-Klade enthält alle untersuchten Arten, die von Whalen als Solanum torvum-Gruppe bezeichnet wurden.
6. Die Carolinense-Klade wird durch die Arten Solanum carolinense, Solanum comptum und Solanum conditum gebildet, die letzten beiden Arten wurden von Whalen der Solanum multispinum-Klade zugeordnet, während Solanum carolinense uneingeordnet blieb.
7. Solanum bahamense und Solanum drymophilum bilden die Bahamense-Klade und wurden von Whalen ebenfalls gemeinsam der Solanum bahamense-Gruppe zugeordnet.
8. Die Micracantha-Klade enthält die Arten Solanum jamaicense, Solanum aturense und Solanum adhaerens, wovon letztere zwei von Whalen in die Solanum lanceifolium-Gruppe eingeordnet wurden und erstere keine Zuordnung erhielt.
9. Die Elaeagnifolium-Klade enthält Solanum elaeagnifolium, Solanum hindsianum und Solanum tridynamum, die alle von Whalen der Solanum vespertilio-Gruppe zugeordnet wurden.
10. Die Alte-Welt-Klade enthält alle Arten der Untergattung, deren vermuteter Ursprung in der Alten Welt liegt, mit Ausnahme einiger Arten der Lasiocarpa- und Acanthophora-Klade, die wahrscheinlich erst vor relativ kurzer Zeit in Gebiete des Süd-Pazifiks und Afrikas eingeführt wurden. Dieser Klade gehören unter anderem verschiedene als Auberginen kultivierte Arten an, beispielsweise Solanum melongena, Solanum macrocarpon und Solanum aethiopicum, aber auch der Sodomsapfel (Solanum linnaeanum) und verwandte Arten wie Solanum incanum.

Die Arten Solanum campechiense, Solanum sisymbriifolium, Solanum polygamum, Solanum hieronymi, Solanum multispinum und Solanum crotonoides konnten nicht in eine der zehn Kladen eingeordnet werden. Eine Auflistung weiterer Arten ist in der Systematik der Nachtschatten zu finden.

## Botanische Geschichte
Eine Unterteilung der Gattung der Nachtschatten (Solanum) in Arten mit und ohne Stacheln existiert mindestens seit der Beschreibung der Gattung durch Carl von Linné in seinem Werk Species Plantarum von 1753. Seitdem hat sich der Rang und der Umfang der Gruppe der stacheligen Nachtschatten immer wieder verändert. 1852 stellte Michel Félix Dunal eine morphologisch basierte Einteilung der Gattung Nachtschatten vor und beschrieb dabei erstmals die Leptostemonum als taxonomische Gruppe mit dem Status einer Sektion. Diese unterteilte er weiter in drei Untersektionen mit den Namen Euleptostemonum, Torvaria und Asterotrichotum. Der von ihm gewählte Name leitet sich ab aus dem griechischen leptos für dünn und stemos für senkrecht stehend und bezieht sich auf die senkrecht stehenden Stacheln. Mit der Revision der Gattung von Georg Bitter 1919, die auf ähnlichen morphologischen Merkmalen beruht wie die Einteilung Dunals, wurde den Leptostemonum der Rang einer Untergattung zugeteilt. Die Arbeiten Bitters, der 1927 starb, hatten jedoch nie Vollständigkeit erreicht, so dass seine Unterteilung der Gattung nie komplett war. Die Arbeiten Almut Seithes, die 1962 ein weiteres, in nur zwei Untergattungen unterteiltes, System vorstellte, basierten größtenteils auf den Arbeiten Bitters. Im Gegensatz zu vorherigen Arbeiten war in ihrem System die Behaarung als grundlegendes Unterscheidungsmerkmal gewählt worden. Das Taxon Leptostemonum taucht in dieser Systematik nicht auf, die meisten Arten aus Dunals Sektion Leptostemonum sind in Seithes Untergattung Stellatipilum platziert. Auch in der Revision der Gattung von Siegfried Danert von 1970 taucht Leptostemonum nicht auf, er baute auf der Systematik Seithes auf, erweiterte diese jedoch unter Zuhilfenahme von Merkmalen wie dem Verzweigungsschema der Sprossachse. Erst William D'Arcy im Jahr 1973 und die weiteren, unter „Systematik“ erwähnten Revisionen der Gattung führen Leptostemonum wieder als Taxon innerhalb der Nachtschatten.

## Bedeutung für den Menschen

### Nahrungsmittel

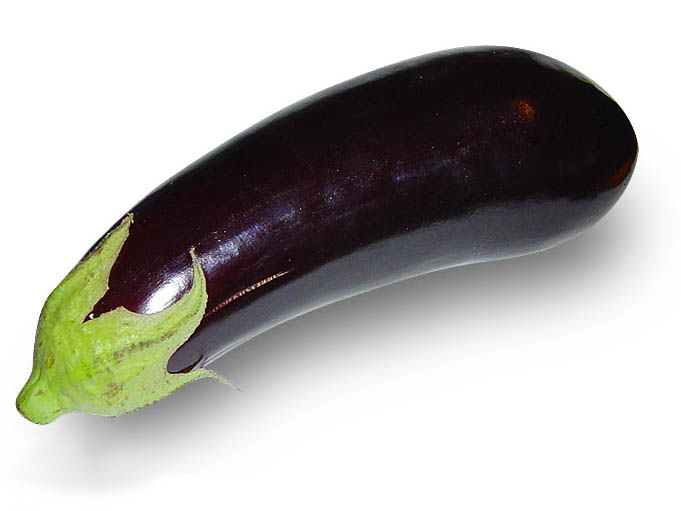
Frucht einer Aubergine (Solanum melongena)

Einige der Arten der Untergattung Leptostemonum werden durch den Menschen als Nahrungsmittel genutzt. Dazu zählen vor allem einige Arten aus der Sektion Melongena, allen voran die Aubergine (Solanum melongena), aber auch Solanum macrocarpon und Solanum aethiopicum. Die Weltproduktion an Auberginen lag 2006 bei 31,9 Mio. Tonnen.
In kleineren Rahmen werden auch andere Arten als Nahrungsmittel genutzt. Aus den Anden stammt die Lulo (Solanum quitoense), deren Früchte, wie die einiger verwandter Arten (beispielsweise Solanum pectinatum oder Solanum vestissimum), als Obst gegessen werden. Auch die Früchte der ebenfalls zu dieser Gruppe gehörenden Art Solanum sessiliflorum werden als Obst genutzt, jedoch gibt es Berichte über weitere, ungewöhnlichere Verwendungsmöglichkeiten: die zu Pulver gemahlenen Samen sollen von den Taiwano-Indianern genutzt werden, um die Reizungen im Mundraum zu lindern, die durch das Kauen von Coca hervorgerufen werden.
In Australien werden einige in den ariden Gebieten wachsende Arten der Untergattung von den Aborigines genutzt. Am weitesten verbreitet ist die Nutzung von Solanum centrale, deren Früchte geerntet werden, nachdem sie an der Pflanze eingetrocknet sind und Rosinen ähneln. Die Früchte werden anschließend mit Wasser zu einer Paste verarbeitet, die entweder sofort gegessen oder in großen runden Platten getrocknet wird. Die Früchte der in Australien ebenfalls weit verbreiten Art Solanum chippendalei werden auf einem Stock aufgespießt und getrocknet, vor dem Essen werden die bittere Plazenta und die schwarzen Samen entfernt und die restliche Frucht ebenfalls zu einer Paste verarbeitet. Von etwa 20 weiteren Arten sind verschiedene Verwendungsmöglichkeiten dokumentiert, teilweise werden die Früchte ohne weitere Verarbeitung, teilweise nach mehreren Verarbeitungsschritten gegessen.

### Unkraut

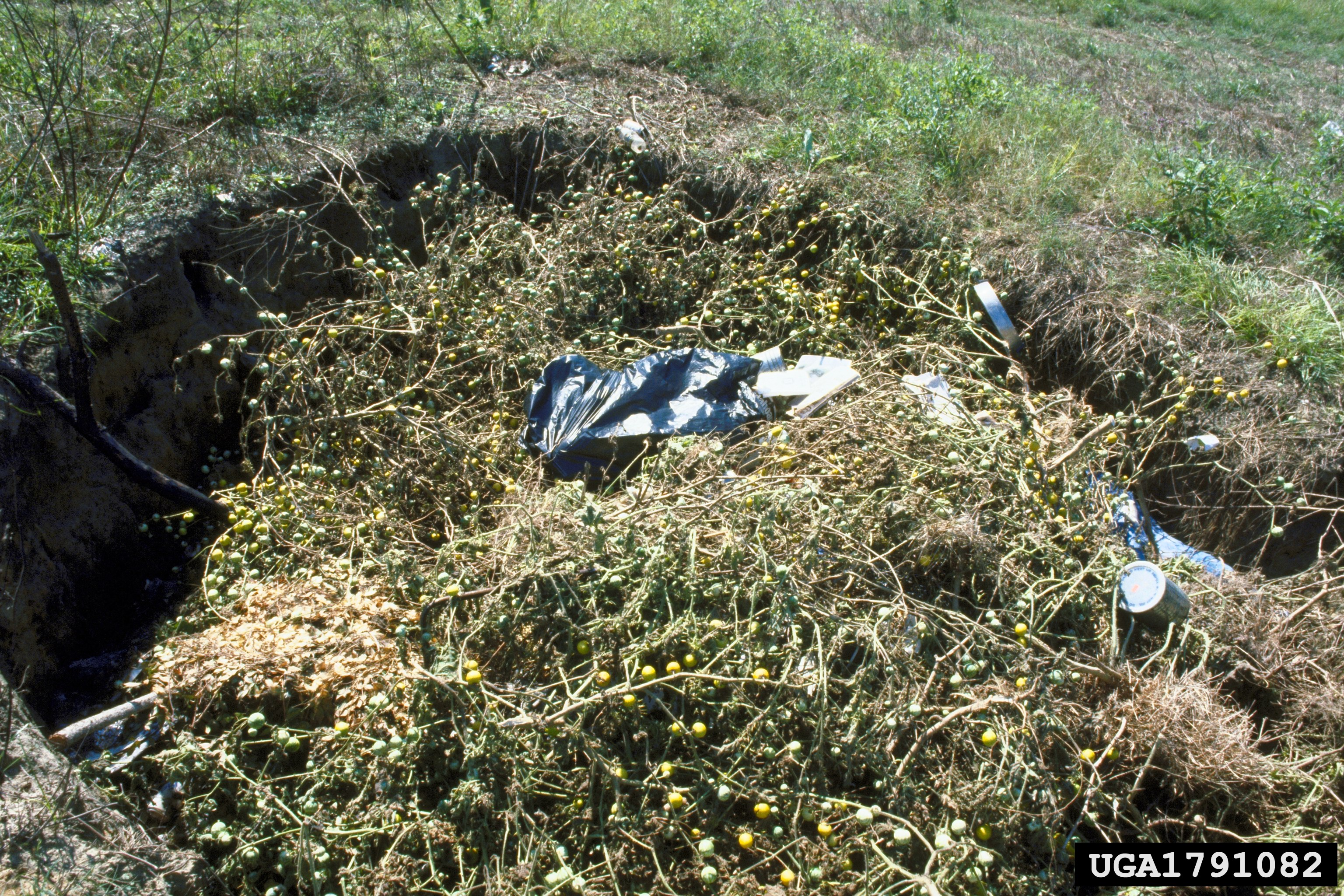
Gerodete Solanum viarum-Pflanzen werden in einem Erdloch gesammelt, um verbrannt zu werden.

Durch die hohe Anpassungsfähigkeit an verschiedene Standorte und der Schutz vor Fraßfeinden durch die Stachelbewehrung gelten einige Arten der Untergattung als invasives Unkraut. Solanum viarum, eine in Südamerika heimische Art, wurde erstmals 1988 in Florida dokumentiert und hat sich seitdem über den Südosten der USA ausgebreitet. Die Bedrohung durch die Pflanze besteht in der Konkurrenz zu anderen Pflanzenarten und der Einschränkung der Futterpflanzen auf Weideflächen, der Vergiftung von Nutztieren durch das in der Pflanze enthaltene Solasodin sowie in der Verbreitung verschiedener Bakterien, die die Pflanze als Wirt nutzen. Bakterien, wie Ralstonia solanacearum werden aber auch als Gegenmaßnahme gegen den Befall eingesetzt, ebenso wie das manuelle Entfernen und die chemische Bekämpfung mit Herbiziden.
Die ursprünglich in Amerika beheimatete Art Solanum elaeagnifolium hat sich ab Anfang der 1970er Jahre auch außerhalb ihres ursprünglichen Verbreitungsraumes in den nördlicheren Gebieten der USA, aber auch in Australien, Ägypten, Griechenland, Indien, Israel, Simbabwe, Sizilien, Südafrika, Marokko und Spanien verbreitet. Solanum rostratum, eigentlich in Mexiko und den USA beheimatet, ist seit einiger Zeit auch in Russland und Australien zu finden. Auch diese Arten sowie Solanum sisymbriifolium und Solanum carolinense werden als invasive Unkräuter betrachtet.

### Zierpflanzen

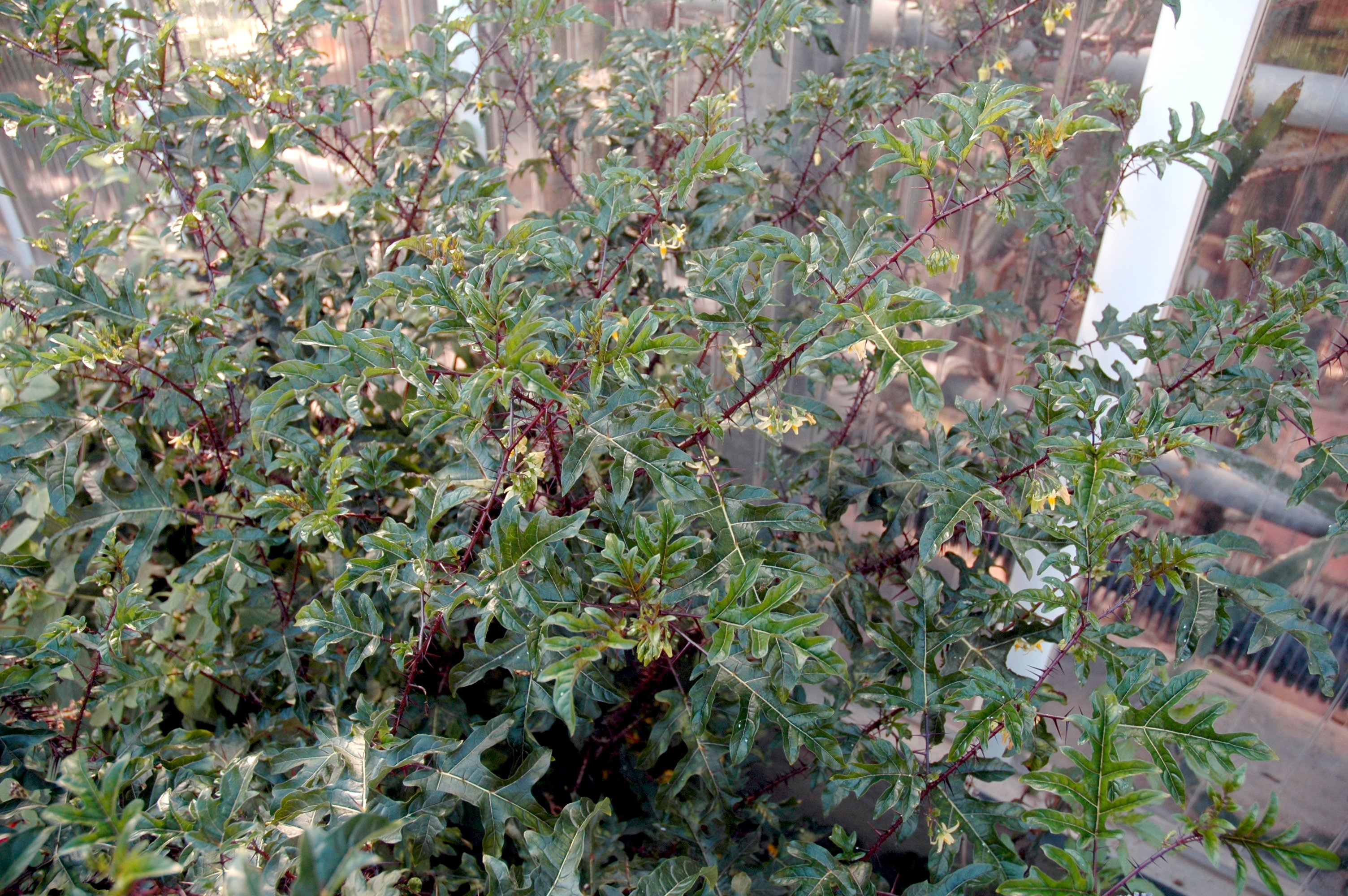
Solanum atropurpureum im Botanischen Garten Jena.

Als Zierpflanzen haben die Arten der Untergattung Leptostemonum nur bedingte Bedeutung. Es gibt Zierformen der Aubergine (Solanum melongena), die als Eierbaum angeboten werden. Seltener wird auch Solanum mammosum angeboten, die wegen ihrer eigentümlich geformten Früchte Kuheuterpflanze genannt wird.
Wegen ihrer beeindruckenden Stacheln, der oftmals leuchtend violetten Sprosse und der relativ einfachen Pflege wird die Art Solanum atropurpureum schon seit langem gern in europäischen Botanischen Gärten gezeigt.

## Gefährdung
Zu einem großen Teil liegen für die Arten der Untergattung Leptostemonum keine Angaben über die Gefährdung vor. Die der Untergattung zugeordnete Art Solanum drymophilum (Puerto Rico) wird in der Roten Liste gefährdeter Arten der IUCN als „critically endangered (CR)“ eingestuft, die Art Solanum  asteropilodes (Ecuador) zählt als „vulnerable (VU)“.
Einige australische Arten werden durch den „Queensland Nature Conservation Act“ von 1992 geschützt. Die Artenliste von 2000 führt Solanum papaverifolium als „endangered“, Solanum carduiforme und Solanum dunalianum als „vulnerable“, sowie Solanum dimorphispinum, Solanum hamulosum, Solanum multiglochidiatum und Solanum  sporadotrichum  als „rare“. Für diese und andere australische Arten wird eine Aufnahme in die Rote Liste der IUCN angestrebt. So werden weiterhin beispielsweise für Solanum angustum, Solanum graniticum eine Einstufung als „endangered“ und für 
Solanum lythrocarpum, 
Solanum dumicola, 
Solanum  dryanderense, 
Solanum francisii und Solanum eminens
als „vulnerable“ empfohlen.